# William Blackledge
William Blackledge (* im Craven County, North Carolina; † 19. Oktober 1828 in Spring Hill, North Carolina) war ein US-amerikanischer Politiker. Zwischen 1803 und 1813 vertrat er zweimal den Bundesstaat North Carolina im US-Repräsentantenhaus.

## Werdegang
William Blackledge war der Vater des Kongressabgeordneten William Salter Blackledge (1793–1857). Das Geburtsdatum des älteren Blackledge ist unbekannt. Seit Ende der 1790er Jahre war er als Mitglied der von Thomas Jefferson gegründeten Demokratisch-Republikanischen Partei politisch aktiv. Zwischen 1797 und 1799 sowie nochmals im Jahr 1809 war er Abgeordneter im Repräsentantenhaus von North Carolina.
Bei den Kongresswahlen des Jahres 1802 wurde er im vierten Wahlbezirk von North Carolina in das US-Repräsentantenhaus in Washington, D.C. gewählt, wo er am 4. März 1903 die Nachfolge von Richard Stanford antrat, der in den achten Distrikt wechselte. Nach zwei Wiederwahlen konnte er bis zum 3. März 1809 drei Legislaturperioden im Kongress absolvieren. In dieser Zeit wurde durch den von Präsident Jefferson getätigten Louisiana Purchase das Staatsgebiet der Vereinigten Staaten beträchtlich erweitert. 1804 wurde der zwölfte Verfassungszusatz ratifiziert, der das Wahlverfahren von Präsident und Vizepräsident reformierte. Im selben Jahr gehörte Blackledge zu den Anklägern im Amtsenthebungsverfahren gegen den für den Staat Vermont zuständigen Bundesrichter John Pickering.
Im Jahr 1808 unterlag Blackledge dem Föderalisten John Stanly. Bei den Wahlen des Jahres 1810 wurde er erneut in den Kongress gewählt, wo er am 4. März 1811 Stanly wieder ablöste. Bis zum 3. März 1813 konnte er eine weitere Legislaturperiode im US-Repräsentantenhaus verbringen. In diese Zeit fiel der Beginn des Britisch-Amerikanischen Krieges. Nachdem er im Jahr 1812 nicht bestätigt worden war, zog sich William Blackledge aus der Politik zurück. Er starb am 19. Oktober 1828 in Spring Hill.